# Cirolana epimerias
Cirolana epimerias là một loài chân đều trong họ Cirolanidae. Loài này được Richardson miêu tả khoa học năm 1910.